# Ophthalmosaurus
Ophthalmosaurus (che significa "occhio di lucertola" in greco; Seeley, 1874) è stato un ittiosauro del medio-tardo giurassico (165-145 milioni di anni fa), così chiamato per i suoi occhi estremamente grandi. Aveva un corpo lungo circa 4,5 metri a forma di delfino. Le specie più note sono Ophthalmosaurus icenicus e Ophthalmosaurus discus. Importanti reperti fossili di questo genere sono stati ritrovati in Europa, Nord America e Argentina.

## Occhi grandi e muso sdentato
I membri di questo genere erano caratterizzati da un corpo simile a quello dei tonni, compatto e idrodinamico; le pinne dorsali e caudali erano molto sviluppate in altezza, come si evince dalla curvatura delle vertebre caudali, mentre le zampe, trasformate in strumenti simili a pagaie, erano piuttosto corte e arrotondate, al contrario di quelle di altri ittiosauri. Le caratteristiche che rendevano unico l'oftalmosauro, però, risiedevano nel cranio: lungo e sottile come quello dei suoi parenti, era però sostanzialmente privo di denti e dotato di orbite gigantesche; in rapporto alle dimensioni, l'oftalmosauro (il cui nome significa "rettile occhio") aveva gli occhi più grandi di qualsiasi altro vertebrato. Probabilmente l'oftalmosauro dava la caccia a piccoli pesci dopo lunghi inseguimenti; le prede venivano inghiottite intere.

## Specie

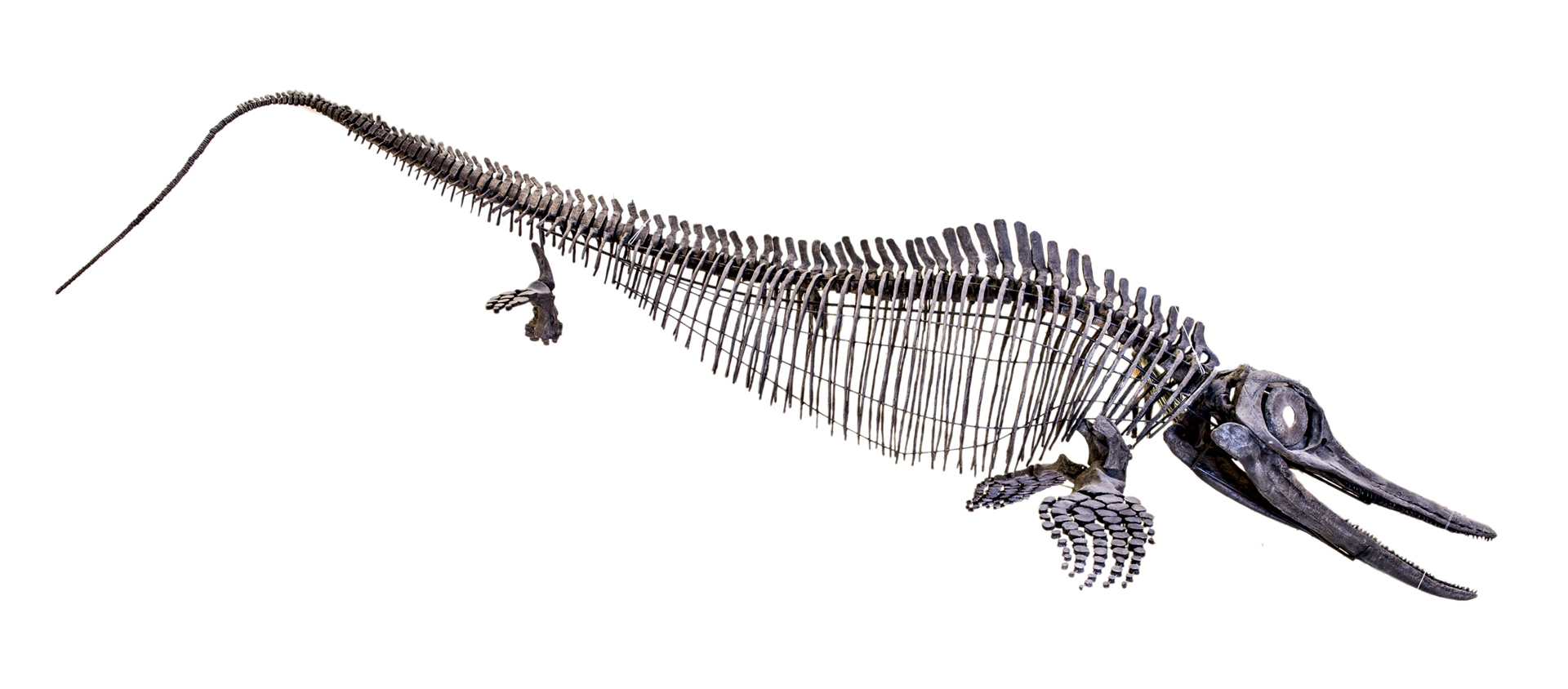
Scheletro di Ophthalmosaurus icenicus

Di questo ittiosauro si conoscono varie specie, diffuse soprattutto nel Giurassico: tra le più note, O. icenicus dell'Inghilterra e O. discus degli USA, a volte classificata in un genere a parte (Baptanodon). Nel Cretaceo il genere diviene molto raro e scompare dopo pochi milioni di anni. Tra le ultime specie note da ricordare O. cantabrigiensis, sempre dell'Inghilterra.